# Бондарюк, Ольга Ивановна
Ольга Ивановна Бондарюк (30 августа 1924, Ильский, Юго-Восточная область — август 2017) — советский передовик производства в сельском хозяйстве; Герой Социалистического Труда (1948).

## Биография
Родилась 30 августа 1924 года в станице Ильской (ныне — Северский район Краснодарского края) в крестьянской семье.
С 1938 года, получив начальное образование, с 14-летнего возраста работала в колхозе «Большевик» Северского района. С 1941 года в начальный период Великой Отечественной войны трудилась на рытье окопов, противотанковых рвов и укрытий для самолётов в Абинске.
С 1945 года, после войны, возглавила полеводческое звено по выращиванию пшеницы и табака. В 1947 году по итогам работы звеном О. И. Бондарюк был получен урожай пшеницы 31,66 центнера с гектара на площади девяти гектаров.
6 мая 1948 года Указом Президиума Верховного Совета СССР «за получение высоких урожаев пшеницы и кукурузы в 1947 году» Ольга Ивановна Бондарюк была удостоена звания Героя Социалистического Труда с вручением Ордена Ленина и золотой медали «Серп и Молот».
С 1965 года О. И. Бондарюк трудилась рабочей опытного поля во Всесоюзном институте табака и махорки и более двадцати лет занималась выращиванием табака.
После выхода на пенсию переехала к дочери в Краснодар, проживала в родном посёлке Ильском Северского района Краснодарского края. Скончалась в августе 2017 года.

## Награды
- Медаль «Серп и Молот» (6.05.1848)
- Орден Ленина (6.05.1848)
- Медаль «За доблестный труд в Великой Отечественной войне 1941—1945 гг.»